# Kantine
Eine Kantine (von italienisch cantina „Flaschenkeller“) oder in der Schweiz ein Personalrestaurant ist eine Gaststätte innerhalb eines Unternehmens oder einer öffentlichen Einrichtung, die der Verpflegung der Mitarbeiter mit vornehmlich warmen Mahlzeiten in den Arbeitspausen, in der Regel der Mittagspause, dient.
In Österreich steht der Begriff Kantine auch für meist einfache gastronomische Einrichtungen an Sportplätzen, in denen Getränke und Imbissgerichte ausgegeben werden. Sie sind im Gegensatz zu Betriebskantinen allgemein für Besucher zugänglich.

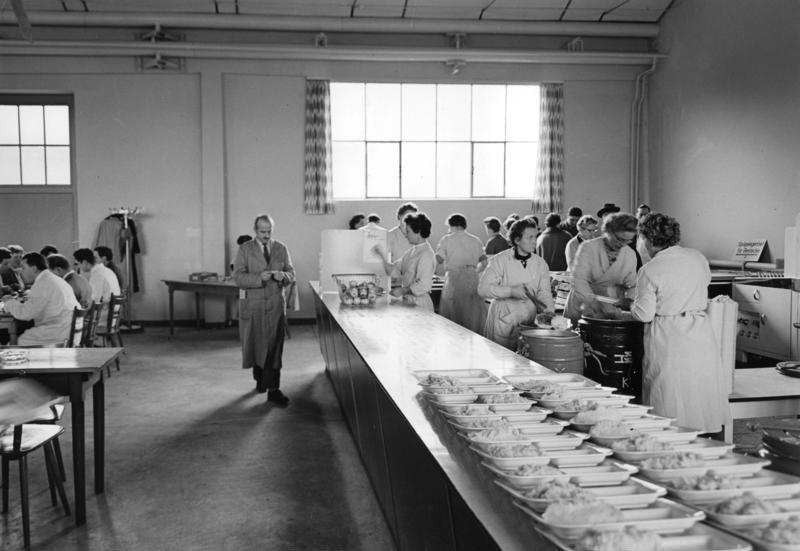
Die Kantine der Radio-Werke von Grundig in Nürnberg 1959

## Allgemeines
Häufig wird in Kantinen Komponentenessen angeboten. Im Regelfall können nur Mitarbeiter und Besucher des Betriebes die Kantine besuchen. In vielen Unternehmen wird das Kantinenessen für die Mitarbeiter subventioniert; betriebsfremde Personen müssen meist einen höheren Essenspreis bezahlen. Deshalb unterscheiden sich Kantinen von der übrigen Gastronomie vor allem durch die Zugangsbeschränkung für Gäste. In der Aufbauorganisation von Unternehmen oder Behörden gehören Kantinen zu den Dienstleistungsstellen ohne Weisungsbefugnis (so genannte funktionsfreie Unterstützungsstellen).
Wichtigster Bestandteil einer Kantine ist die Küche, bei Großunternehmen die Großküche. Sie sind auf Massenspeisen eingestellt und müssen den Andrang der Mitarbeiter zur Mittagszeit bewältigen, wobei Engpässe und damit verbundene Warteschlangen nicht auszuschließen sind.
Nach einer Studie der agrarwirtschaftlichen Lobby-GmbH CMA vom Oktober 2004 zählen deutsche Kantinen pro Jahr 2,24 Milliarden Besucher und machen 5,12 Milliarden Euro Umsatz. Zu unterscheiden ist, ob der Arbeitgeber oder die Dienststelle die Kantine selbst betreibt oder sie im Rahmen eines Pachtvertrages auf Gastronomie-Betreiber überträgt. Der Betriebsrat hat bei unternehmenseigenen Kantinen nach § 87 Betriebsverfassungsrecht ein Mitbestimmungsrecht und ist an den meisten Entscheidungen rund um Kantine, Essen und Getränke beteiligt.
Die Ansprüche der Kantinennutzer gehen über die einfache Versorgung mit einer beliebigen Mahlzeit hinaus – die Nachfrage nach vegetarischen und veganen Gerichten, bio oder regionalen Produkten, sowie Ernährungsvorschriften wie koscher oder halal steigt. Gleichzeitig werden Umstellungen weg von gewohnten Produkten als Bevormundung empfunden – so war zum Beispiel die Umstellung von Currywurst zu pflanzlichen Alternativen im VW-Werk ein jahrelanges Streitthema.

## Kantinenarten
Schulkantinen für Schüler, Lehrpersonal und Mitarbeiter sind in Deutschland regional und je nach Schultyp unterschiedlich verbreitet und bestehen insbesondere in Ostdeutschland noch heute weitgehend flächendeckend. Da die Preise für Mittagessen in der Regel mit dem Kommunen verhandelt und oft auf ein sehr niedriges Preisniveau festgelegt werden, ist die Qualität und Zusammensetzung der Schulspeisung oft ein Streitpunkt. Auch Kriterien wie die Regionalität der Lebensmittelversorgung gehen bei verpflichtend überregionalen Ausschreibungen oft verloren.
In Ländern mit obligatorischem Ganztagsunterricht wie Frankreich, Großbritannien und den Vereinigten Staaten gehört die Kantine zum Schulalltag und ist in jeder Schule zu finden. Die Kantine an deutschen und österreichischen Hochschulen heißt Mensa, teilweise wird dieser Begriff auch für Schulkantinen verwendet. In der Kaserne Hörsching, Oberösterreich wurde die Kantine um 1985 für Soldaten Soldatenheim genannt, streng getrennt von der Offiziersmesse (Messe oder Offizierskasino) für Ranghöhere, jedoch auch für die Sanitäter unter den Grundwehrdienern. Kantinenartige gastronomische Einrichtungen, in denen zu weniger festgelegten Zeiten nur Getränke und Snacks ausgegeben werden, werden auch oft Cafeteria genannt, eigentlich eine Bezeichnung für eine bestimmte Form des Selbstbedienungsrestaurants. Durch die Umstellung auf den Ganztagsschulbetrieb verfügen immer mehr deutsche Schulen über eine eigene Cafeteria. Auch der Ausdruck Kasino ist zuweilen gebräuchlich.
Eine besonders große Kantine auf 10.000 Quadratmeter Fläche mit 1800 Sitzplätzen in 4 Restaurants und 2 Cafés für täglich 4000 Mittagessen wurde am 3. Dezember 2018 beim Praterstern in Wien-Leopoldstadt im Bürokomplex Quartier Sechs/Austria Campus eröffnet.

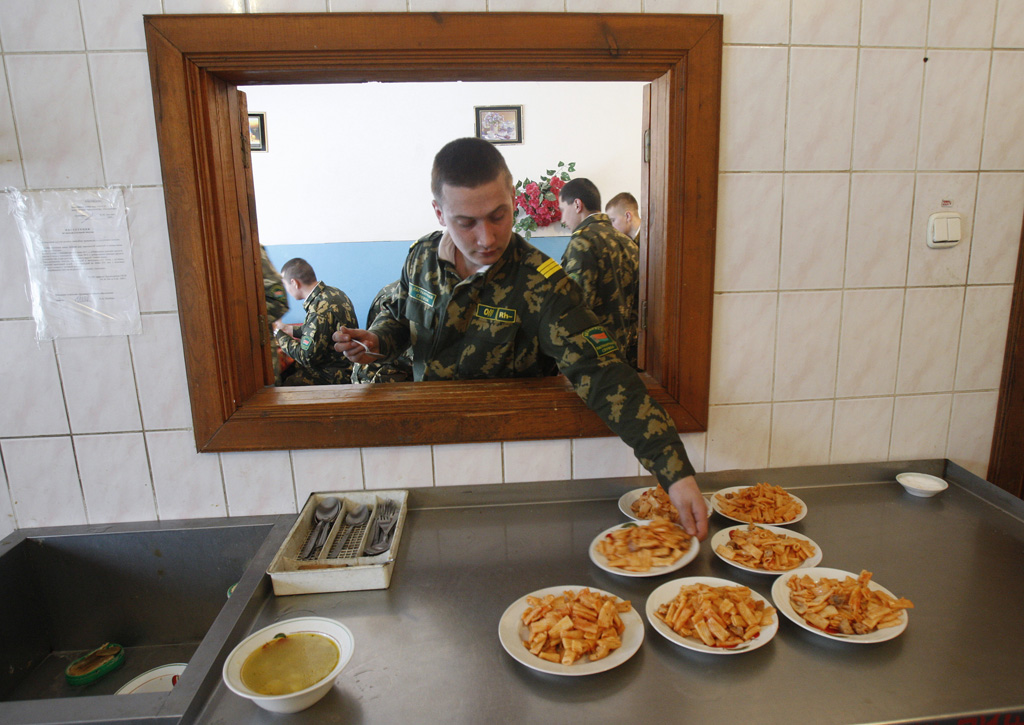
Ausgabefenster einer Militär-Kantine
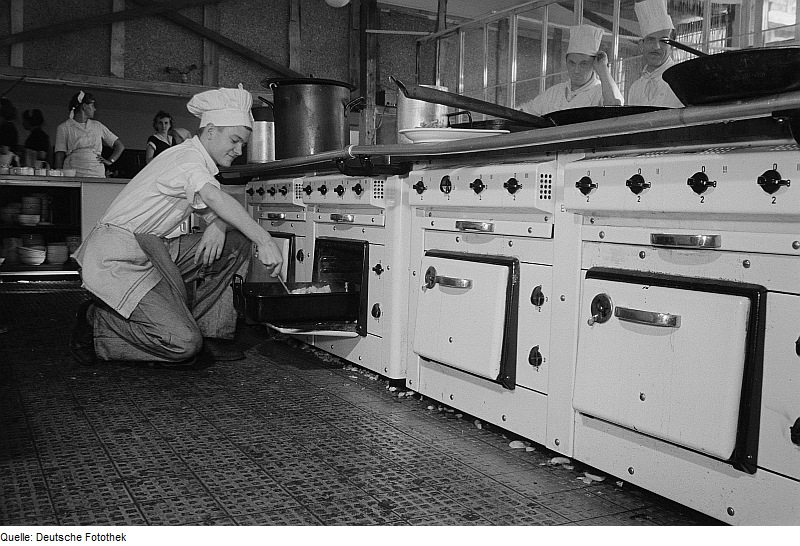
Essenszubereitung in der Großküche einer Kantine in den 1950er Jahren
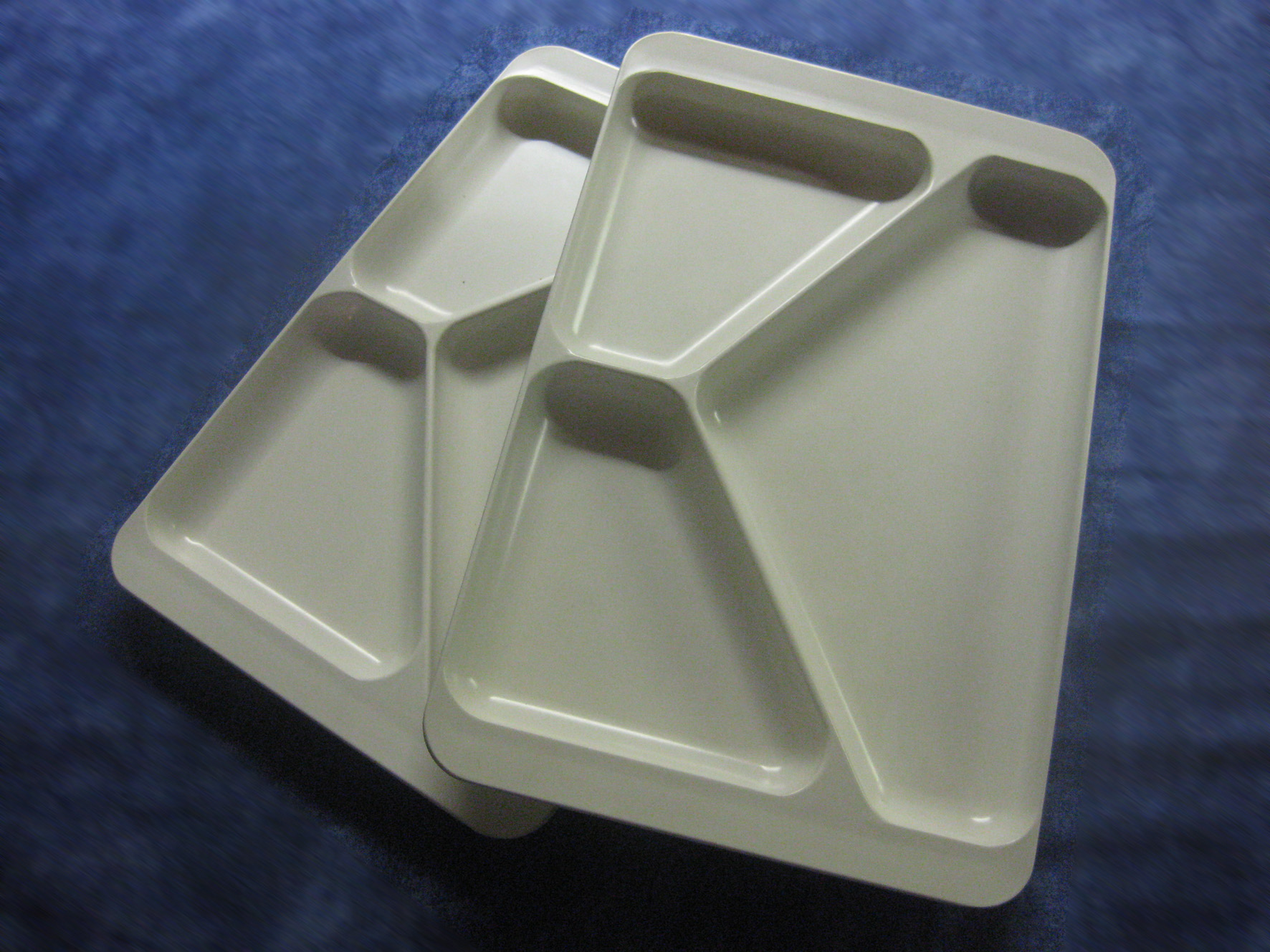
Kantinenteller aus Kunststoff, späte 1960er Jahre
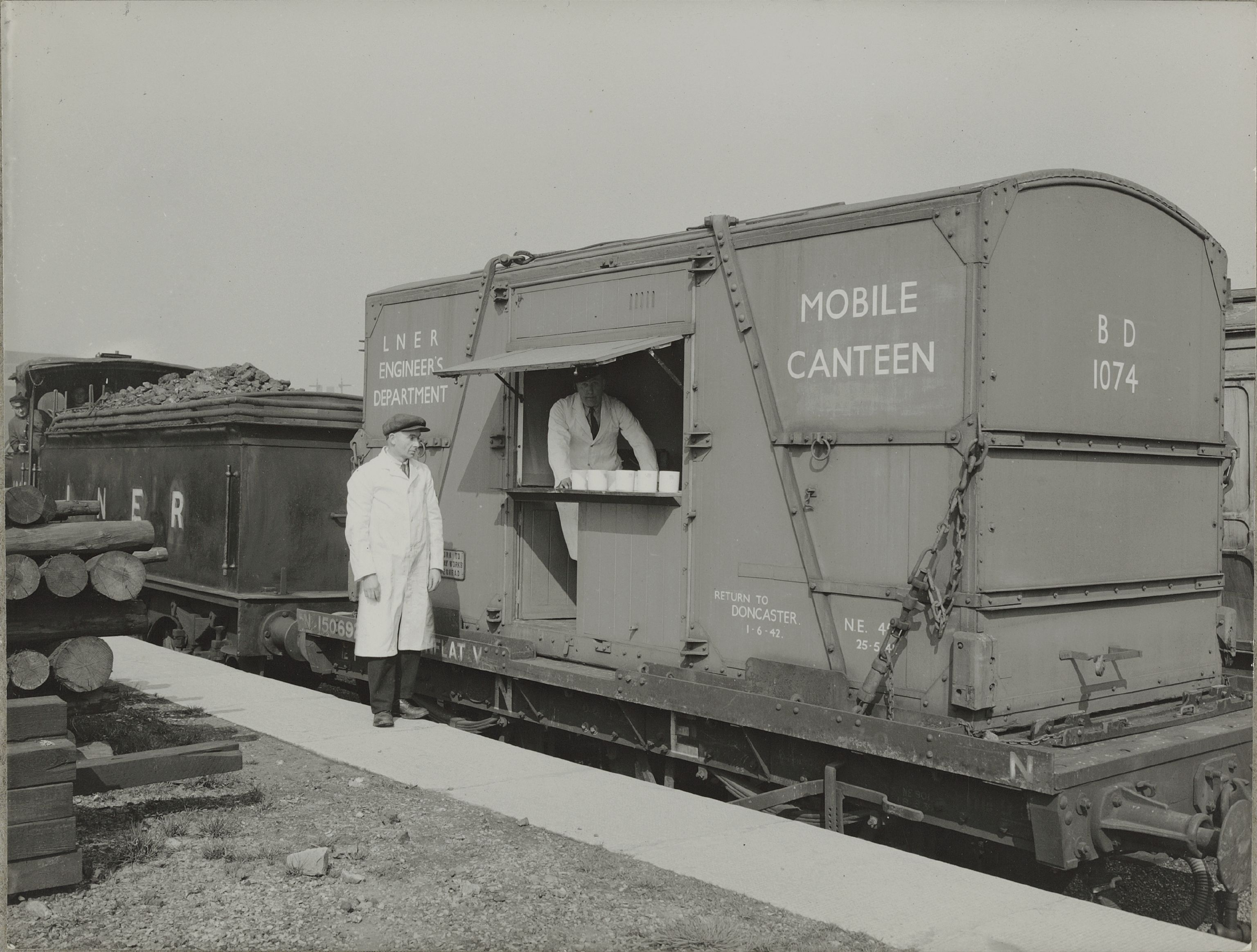
Mobile Kantine der LNER auf einem Flachwagen in den 1940ern